# Liste des monuments historiques de Guinée
 (septembre 2019).
 (octobre 2021).
Cet article recense les monuments et sites historiques de Guinée.

## Liste
| Monument                                                                                 | Région            | Localité   | Adresse  | Coordonnées                         | Identifiant | Protection | Date | Illustration                                   |
| ---------------------------------------------------------------------------------------- | ----------------- | ---------- | -------- | ----------------------------------- | ----------- | ---------- | ---- | ---------------------------------------------- |
| Pont en liane de Koya                                                                    | Guinée forestière | Nzérékoré  |          | À géolocaliser                      |             |            |      | Image manquante · Verser une photographie      |
| Pont en liane de Makpozou                                                                | Guinée forestière | Nzérékoré  |          | À géolocaliser                      |             |            |      | Image manquante · Verser une photographie      |
| Palmiers à 3 cimes à Souhoulé                                                            | Guinée forestière | Nzérékoré  |          | À géolocaliser                      |             |            |      | Image manquante · Verser une photographie      |
| Marigot sacré de Kobéla                                                                  | Guinée forestière | Nzérékoré  |          | À géolocaliser                      |             |            |      | Image manquante · Verser une photographie      |
|                                                                                          | Haute-Guinée      |            |          | À géolocaliser                      |             |            |      | Image manquante · Verser une photographie      |
| Chute de Gonkon                                                                          | Moyenne-Guinée    | Tougué     |          | À géolocaliser                      |             |            |      | Image manquante · Verser une photographie      |
| Calades de Sarekaly                                                                      | Moyenne-Guinée    | Tougué     |          | À géolocaliser                      |             |            |      | Image manquante · Verser une photographie      |
| Grotte de Ganfata                                                                        | Moyenne-Guinée    | Tougué     |          | À géolocaliser                      |             |            |      | Image manquante · Verser une photographie      |
| Grotte de Tangfaly à Baïkini                                                             | Moyenne-Guinée    | Tougué     |          | À géolocaliser                      |             |            |      | Image manquante · Verser une photographie      |
| Mosquée de Fogo                                                                          | Moyenne-Guinée    | Tougué     |          | À géolocaliser                      |             |            |      | Image manquante · Verser une photographie      |
| Grotte préhistorique de Pastoria                                                         | Guinée maritime   | Kindia     |          | À géolocaliser                      |             |            |      | Image manquante · Verser une photographie      |
| Tombe de deux officiers blancs et onze tirailleurs lors de la capture du Waliou de Gomba | Guinée maritime   | Kindia     |          | À géolocaliser                      |             |            |      | Image manquante · Verser une photographie      |
| Gueme sangan                                                                             | Guinée maritime   | Télimélé   |          | À géolocaliser                      |             |            |      | Image manquante · Verser une photographie      |
| Grotte de Ley Leguel                                                                     | Guinée maritime   | Télimélé   | Sarékaly | 11° 02′ 06″ nord, 13° 00′ 46″ ouest |             |            |      | Grotte de Ley Leguel · Verser une photographie |
| Grotte de Fessébou                                                                       | Guinée maritime   | Télimélé   |          | À géolocaliser                      |             |            |      | Image manquante · Verser une photographie      |
| Grenier de Télimélé                                                                      | Guinée maritime   | Télimélé   |          | À géolocaliser                      |             |            |      | Image manquante · Verser une photographie      |
| Grotte de Sombory                                                                        | Guinée maritime   | Télimélé   |          | À géolocaliser                      |             |            |      | Image manquante · Verser une photographie      |
| Sogolan                                                                                  | Guinée maritime   | Télimélé   |          | À géolocaliser                      |             |            |      | Image manquante · Verser une photographie      |
| Forêt de lianes mystérieuses                                                             | Guinée maritime   | Télimélé   |          | À géolocaliser                      |             |            |      | Image manquante · Verser une photographie      |
| Champ mystérieux de riz à Kollat                                                         | Guinée maritime   | Télimélé   |          | À géolocaliser                      |             |            |      | Image manquante · Verser une photographie      |
| Port négrier de la Soumba                                                                | Guinée maritime   | Dubreka    |          | À géolocaliser                      |             |            |      | Image manquante · Verser une photographie      |
| Tombe de Naye Yéro                                                                       | Guinée maritime   | Dubreka    |          | À géolocaliser                      |             |            |      | Image manquante · Verser une photographie      |
| Route des esclaves sur le Sorinka                                                        | Guinée maritime   | Coyah      |          | À géolocaliser                      |             |            |      | Image manquante · Verser une photographie      |
| Port négrier et prison des esclaves de Benty                                             | Guinée maritime   | Forecariah |          | À géolocaliser                      |             |            |      | Image manquante · Verser une photographie      |
| Pierre mystérieuse                                                                       | Guinée maritime   | Forecariah |          | À géolocaliser                      |             |            |      | Image manquante · Verser une photographie      |
| Forêt de Kifinda                                                                         | Guinée maritime   | Forecariah |          | À géolocaliser                      |             |            |      | Image manquante · Verser une photographie      |
| Le Fortin, la prison et le chemin des esclaves vers le Port négrier                      | Guinée maritime   | Boke       |          | À géolocaliser                      |             |            |      | Image manquante · Verser une photographie      |
| Koronkoron                                                                               | Guinée maritime   | Boke       |          | À géolocaliser                      |             |            |      | Image manquante · Verser une photographie      |
| Maison de Gnaragbeli                                                                     | Guinée maritime   | Boke       |          | À géolocaliser                      |             |            |      | Image manquante · Verser une photographie      |
| Site de Sogoby                                                                           | Guinée maritime   | Boke       |          | À géolocaliser                      |             |            |      | Image manquante · Verser une photographie      |
| Grotte de Wakriya                                                                        | Guinée maritime   | Boke       |          | À géolocaliser                      |             |            |      | Image manquante · Verser une photographie      |
| Forêt de Babis                                                                           | Guinée maritime   | Boke       |          | À géolocaliser                      |             |            |      | Image manquante · Verser une photographie      |
| Forêt de Katako                                                                          | Guinée maritime   | Boke       |          | À géolocaliser                      |             |            |      | Image manquante · Verser une photographie      |
| Site archéologique de Farenghia                                                          | Guinée maritime   | Boffa      |          | À géolocaliser                      |             |            |      | Image manquante · Verser une photographie      |
| Port négrier de Dominghia                                                                | Guinée maritime   | Boffa      |          | À géolocaliser                      |             |            |      | Image manquante · Verser une photographie      |
| Prison des esclaves de Dominghia                                                         | Guinée maritime   | Boffa      |          | À géolocaliser                      |             |            |      | Image manquante · Verser une photographie      |
| Port négrier de Lakhata                                                                  | Guinée maritime   | Boffa      |          | À géolocaliser                      |             |            |      | Image manquante · Verser une photographie      |
| Cour du Vieux Étienne                                                                    | Guinée maritime   | Boffa      |          | À géolocaliser                      |             |            |      | Image manquante · Verser une photographie      |
|                                                                                          | Conakry           |            |          | À géolocaliser                      |             |            |      | Image manquante · Verser une photographie      |

## Sources
- Loi L/2016/063/AN du 9 novembre 2016 relative à la protection, la conservation et la mise en valeur du patrimoine culturel national, Journal officiel de la République de Guinée, pages 423-428
- La nouvelle politique culturelle de la République de Guinée, pages 144-150